# Біленьке (Скадовський район)
Біле́ньке —  село в Україні, у Скадовському районі Херсонської області. Населення становить 46 осіб. 24 лютого 2022 року село тимчасово окуповане російськими військами під час російсько-української війни.

## Населення
Згідно з переписом УРСР 1989 року чисельність наявного населення села становила 39 осіб, з яких 19 чоловіків та 20 жінок.
За переписом населення України 2001 року в селі мешкало 45 осіб.

### Мова
Розподіл населення за рідною мовою за даними перепису 2001 року:
| Мова       | Відсоток |
| ---------- | -------- |
| українська | 93,48 %  |
| російська  | 6,52 %   |